# Antonio Zucchi

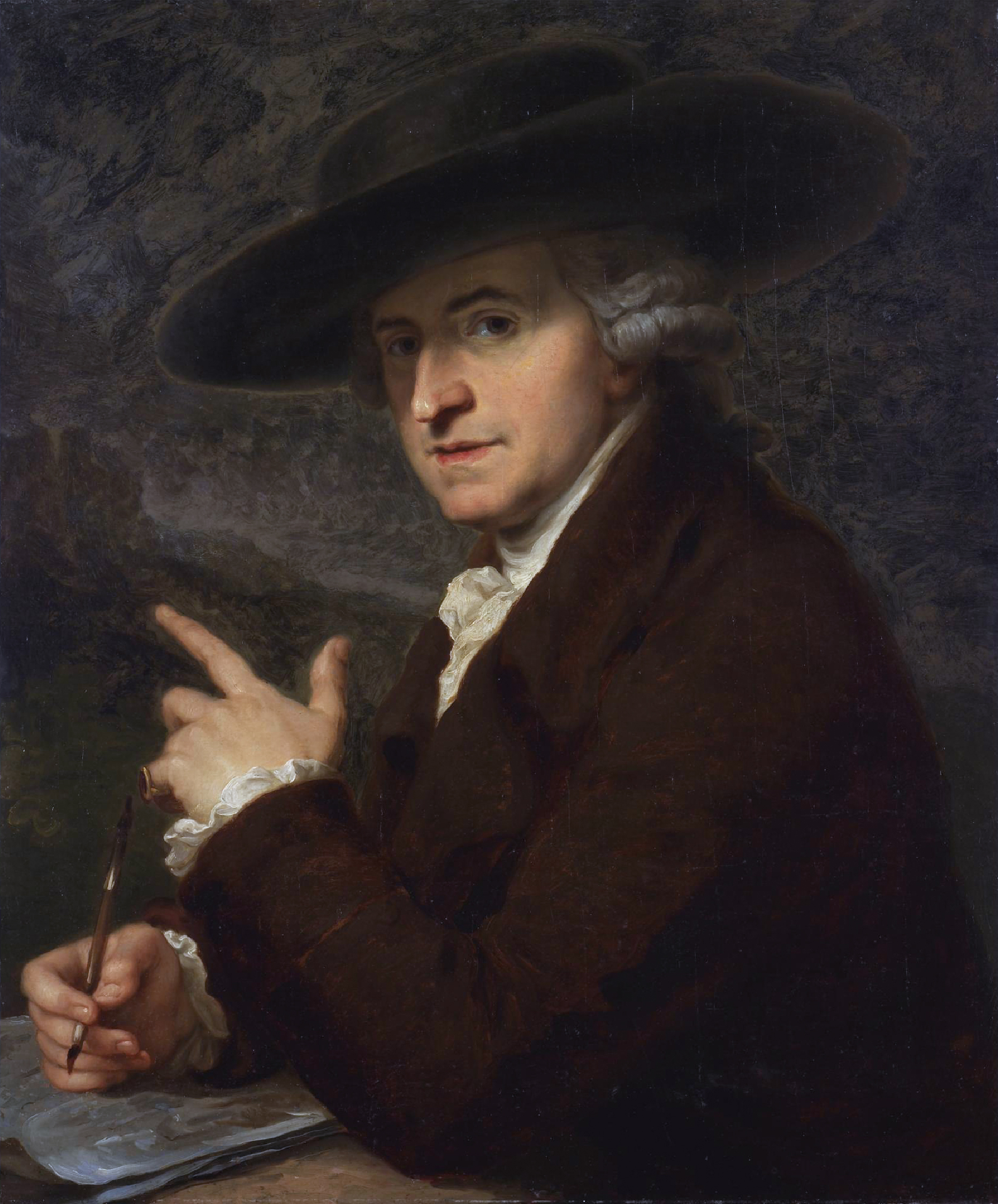
Porträt von Angelika Kauffmann (1781)

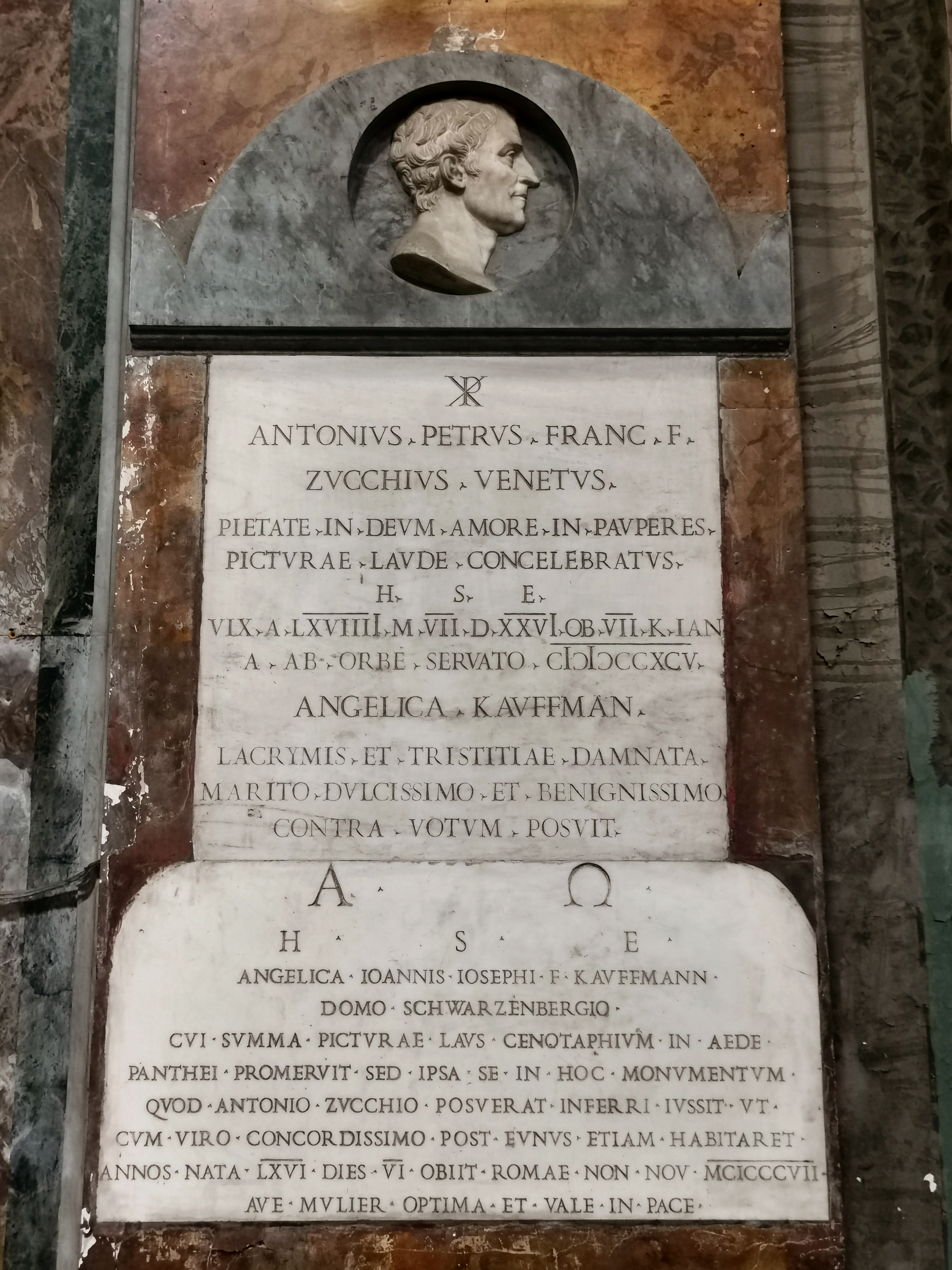
Grabstätte in der Kirche Sant’Andrea delle Fratte, Rom

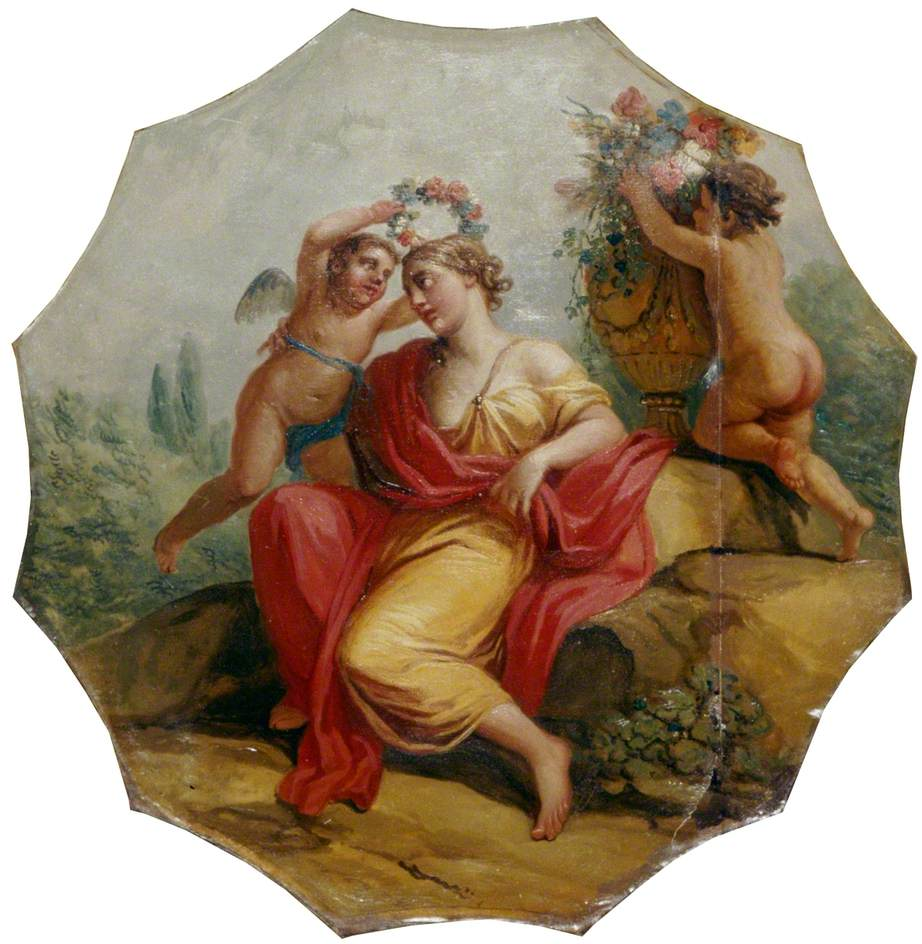
Frühling (1769)

Antonio Zucchi (geboren 1. Mai 1726 in Venedig; gestorben 26. Dezember 1795 in Rom) war ein italienischer Maler des Klassizismus.

## Leben
Antonio Zucchi war ein Sohn des Kupferstechers Francesco Zucchi. Er lernte zunächst zusammen mit Piranesi bei seinem Onkel Carlo Zucchi Architektur und Perspektive. Dann war er Schüler der Maler Francesco Fontebasso und Jacopo Amigoni. In Begleitung der Baumeister Robert und James Adam und Clèrisseau reiste er durch Italien und bildete sich auch in der Malerei aus. Zucchi erschuf eine größere Zahl an Ätz-Gravuren der Richtungen capriccio (Deckblatt-Illustrationen/Figurenfüllungen/Landschaften) und Veduten von klassischen Gebäuden und Ruinen. Nach langem Aufenthalt in Rom ging er 1766 in Begleitung seines Bruders Giuseppe nach London, um in Zusammenarbeit mit Giovanni Battista Cipriani und Michelangelo Pergolesi und Angelika Kauffmann an Interieurs des Architekten Robert Adam und dessen Bruders James Adam mitzuwirken. Im Jahr 1770 wurde Zucchi in England zum Mitglied der Royal Academy of Arts ernannt.
Zucchi und die Malerin Angelika Kauffmann heirateten 1781 in London. Zusammen mit Kauffmanns Vater Joseph Johann Kauffmann, der ebenfalls Maler war, zogen sie zunächst von London nach Venedig und nach dessen Tod weiter nach Rom.
Zucchi und Angelika Kauffmann wurden in der römischen Kirche Sant’Andrea delle Fratte begraben.